# 德國陸軍空中機動作戰師
德意志聯邦國防軍空中機動作戰師（德語：Division Luftbewegliche Operationen）是德國聯邦國防軍陸軍的一個師，成立於2002年7月1日，並於同年10月8日正式加入德軍的作戰序列中。空中機動作戰師擁有約14,500名士兵，其中350名駐紮於德國法伊茨赫希海姆的師部。
2011年10月德國聯邦國防部宣布重整聯邦國防軍，並裁撤部分單位，而空中機動作戰師亦在裁撤名單中。因此，該師於2014年7月26日正式解編，其餘未裁撤的下級單位則重編至其他單位中，或是合併由其他部隊指揮。其中，位於锡格马林根的第10裝甲師接收了空中機動作戰師的多數單位，並將師部一併遷移至法伊茨赫希海姆。

## 任務
空中機動作戰師擁有空中機動能力，亦能夠提供地面火力打擊。此外，防空、核生化防護等均是空中機動作戰師的標準任務。因此，該師在現代德軍內有著相當獨特的地位。倘若額外增編步兵兵力，則空中機動作戰師也能夠有限度地執行空中突擊任務。該師的師部架構與北約以及歐盟的組織相同，以便與其他國家合作。空中機動作戰師的部隊在天災發生時也會受民政部門指揮，以協助救災。

## 紋章與格言
空中機動作戰師的紋章是一隻翱翔中的黑鷹，其翅膀向上揚起，爪中則握著一把寶劍；紋章則呈盾狀。在黑鷹下有一道暗紅色的箭頭。盾狀紋章象徵力量、勇氣與膽量。老鷹上揚的翅膀在紋章學中並不常見，但它代表了新勢力的崛起。寶劍則象徵打擊能力及該師的縱深破壞力。暗紅色的箭頭表示該師於第三度空間中的作戰能力、空間的深邃以及該師的機動能力。
空中機動作戰師的格言與德國陸軍航空兵團相同：「Nach vorn!」，可大致翻譯為「前進！」或「衝向前線！」。

## 部署行動
空中機動作戰師的下級單位在聯合國、歐盟或北約的指揮下參與了許多部署行動。
- 波士尼亞赫塞哥維納維和任務（結束於2003年）
- 科索沃維和任務（結束於2003年）
- 巴基斯坦喀什米爾大地震救災任務（2005年～2006年）
- 派駐剛果民主共和國任務（2006年）
- 阿富汗維和任務（自2002年起）

## 組織架構
空中機動作戰師的師參謀部位於法伊茨赫希海姆。該師合併了德國陸軍中許多不同的單位，而這些單位則遍布於整個德國中南部。
以下單位直屬於空中機動作戰師：
| 單位名稱                         | 駐紮於         | 紋章 | 備註                                                                        |
| -------------------------------- | -------------- | ---- | --------------------------------------------------------------------------- |
| 第12軍樂隊                       | 法伊茨赫希海姆 |      | 於2013年併入德國聯邦國防軍軍樂隊中心（Zentrum Militärmusik der Bundeswehr） |
| 空中機動作戰師通訊營             | 法伊茨赫希海姆 |      | 於2013年解編                                                                |
| 第30輕型運輸直升機團             | 下施泰滕       |      | 併入快速作戰師                                                              |
| 第15中型運輸直升機團「明斯特」   | 赖讷           |      | 於2013年3月7日解編，其直升機等設備由德國空軍第64直升機聯隊接收              |
| 第25中型運輸直升機團「上士瓦本」 | 勞普海姆       |      | 於2013年3月7日解編，後重建為德國空軍第64直升機聯隊                          |
| 第345炮兵教導團                  | 庫塞爾         |      | 併入第10裝甲師，並遷至伊達爾-奧伯施泰因                                     |
| 第750核生化防護團「巴登」        | 布魯薩爾       |      | 併入基礎軍                                                                  |
| 第120輕型核生化防護連            | 松特霍芬       |      | 解編                                                                        |
| 第12安全營                       | 哈德海姆       |      | 併入第10裝甲師                                                              |
| 陸軍戰鬥支援旅                   | 布魯薩爾       |      | 於2012年12月31日解編                                                        |
| 第1空中機動旅                    | 弗里茨拉爾     |      | 於2013年12月17日解編                                                        |

以下單位直屬於第1空中機動旅：
| 單位名稱                               | 駐紮於     | 紋章 | 註記                                          |
| -------------------------------------- | ---------- | ---- | --------------------------------------------- |
| 參謀連                                 | 弗里茨拉爾 |      | 於2013年12月17日解編                          |
| 第1空中突擊步兵團                      | 施瓦岑博恩 |      | 改隸第21裝甲旅；即將解編並重整為第1輕裝步兵營 |
| 第10青型運輸直升機團「呂訥堡石楠草原」 | 法斯貝格   |      | 併入快速作戰師                                |
| 第26攻擊直升機團「法蘭克尼亞」         | 羅特       |      | 於2014年6月30日解編                           |
| 第36攻擊直升機團「卡瑟爾」             | 弗里茨拉爾 |      | 併入快速作戰師                                |

## 歷任指揮官
| 任數 | 姓名                                                     | 任期開始於     | 任期結束於     |
| ---- | -------------------------------------------------------- | -------------- | -------------- |
| 4    | 貝內迪克特·齊默准將 （Benedikt Zimmer）                  | 2012年12月20日 | 2014年6月26日  |
| 3    | 埃哈德·德魯兹少將 （Erhard Drews）                       | 2009年2月12日  | 2012年12月20日 |
| 2    | 卡爾-胡貝圖斯·馮·布特勒少將 （Carl-Hubertus von Butler） | 2005年8月25日  | 2009年2月12日  |
| 1    | 迪特爾·布德少將 （Dieter Budde）                         | 2002年         | 2005年8月25日  |

## 裝備

### 裝甲車輛

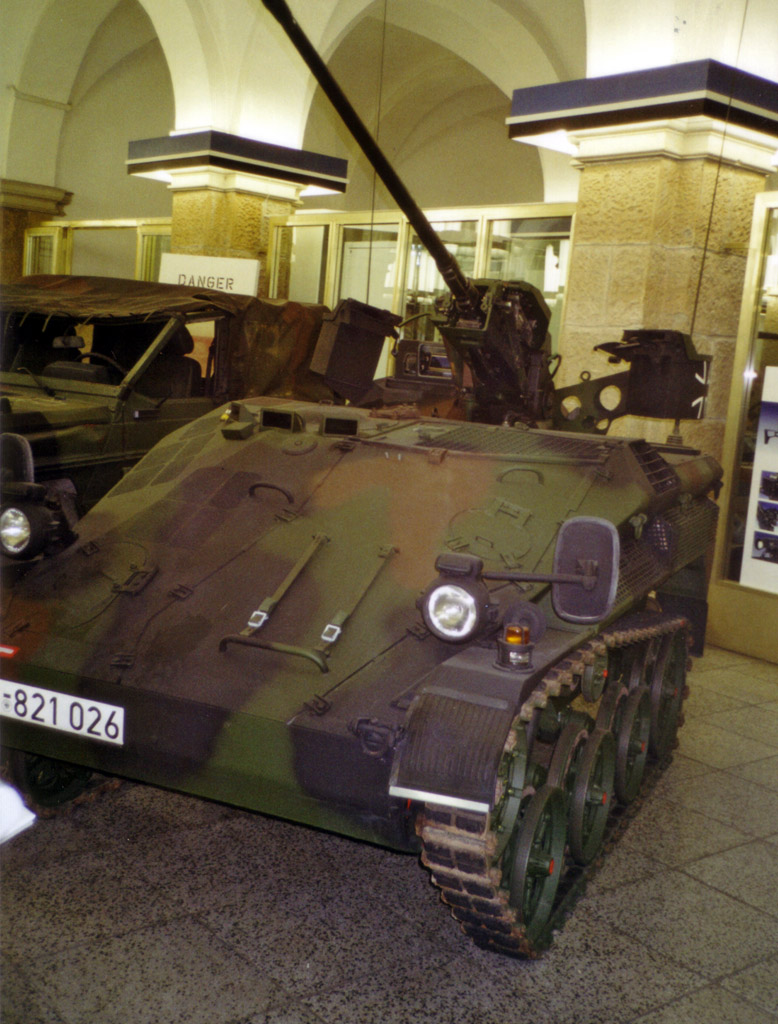
輕型空運裝甲戰鬥車輛「鼬鼠1」與「鼬鼠2」
- 空運多功能ESK裝甲車
- 獵豹式防空坦克
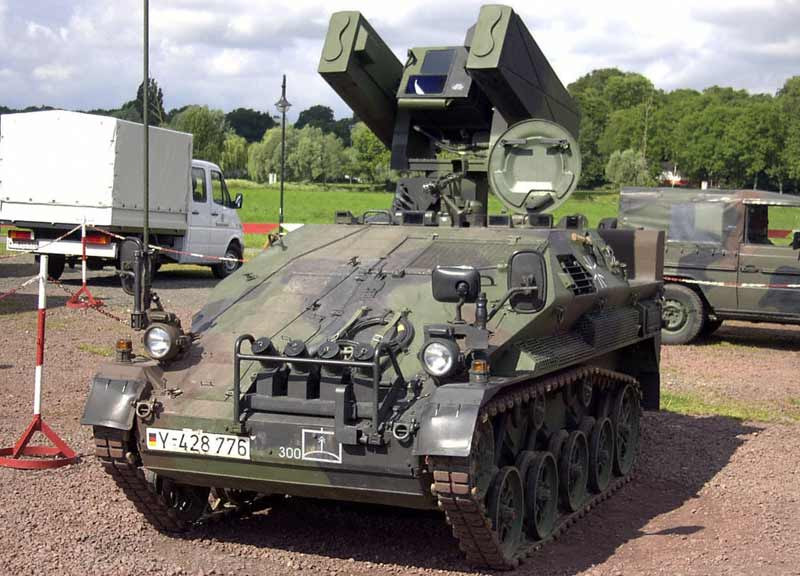
面對空飛彈輕裝甲坦克
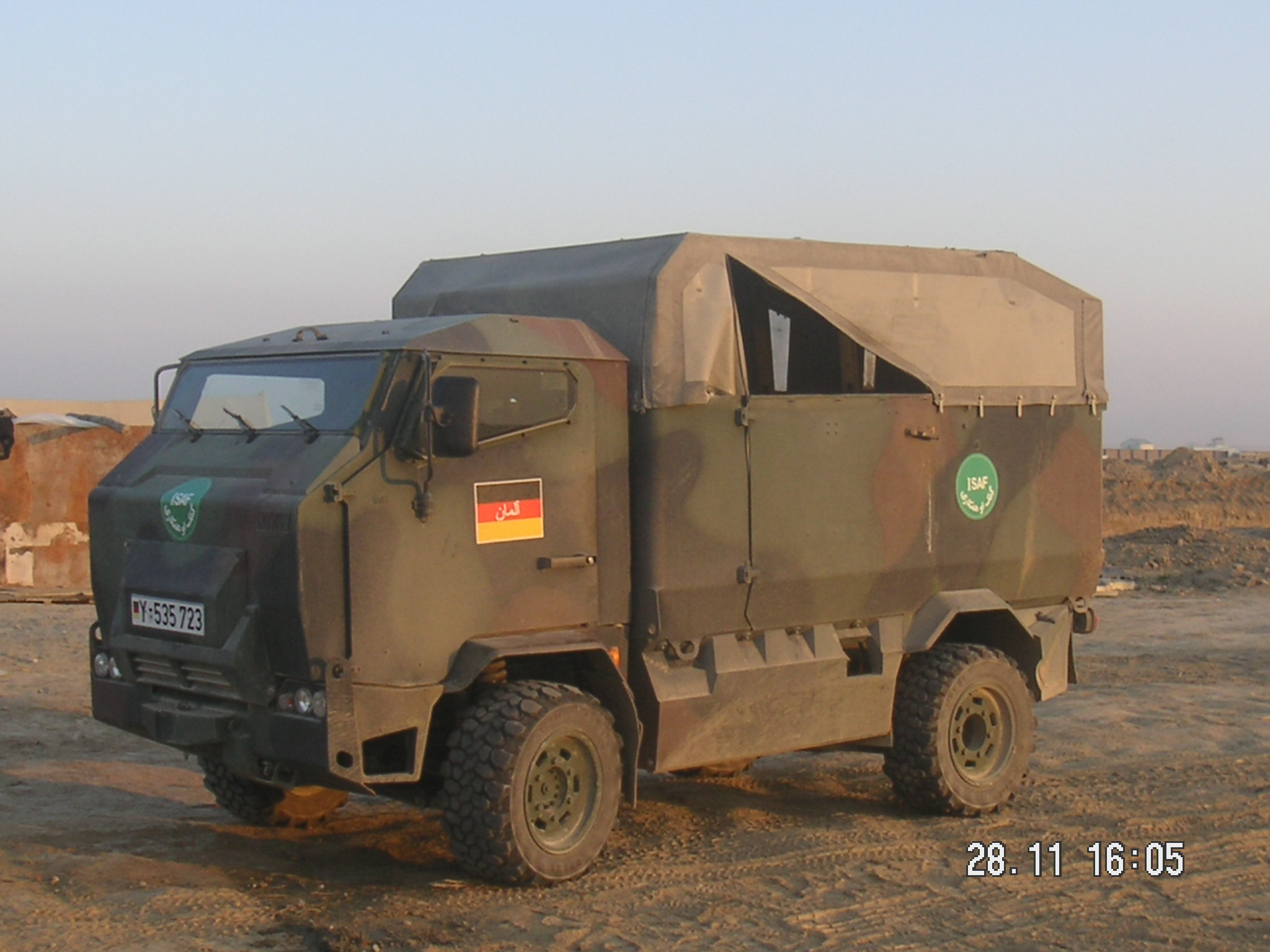
位於阿富汗的ESK裝甲車
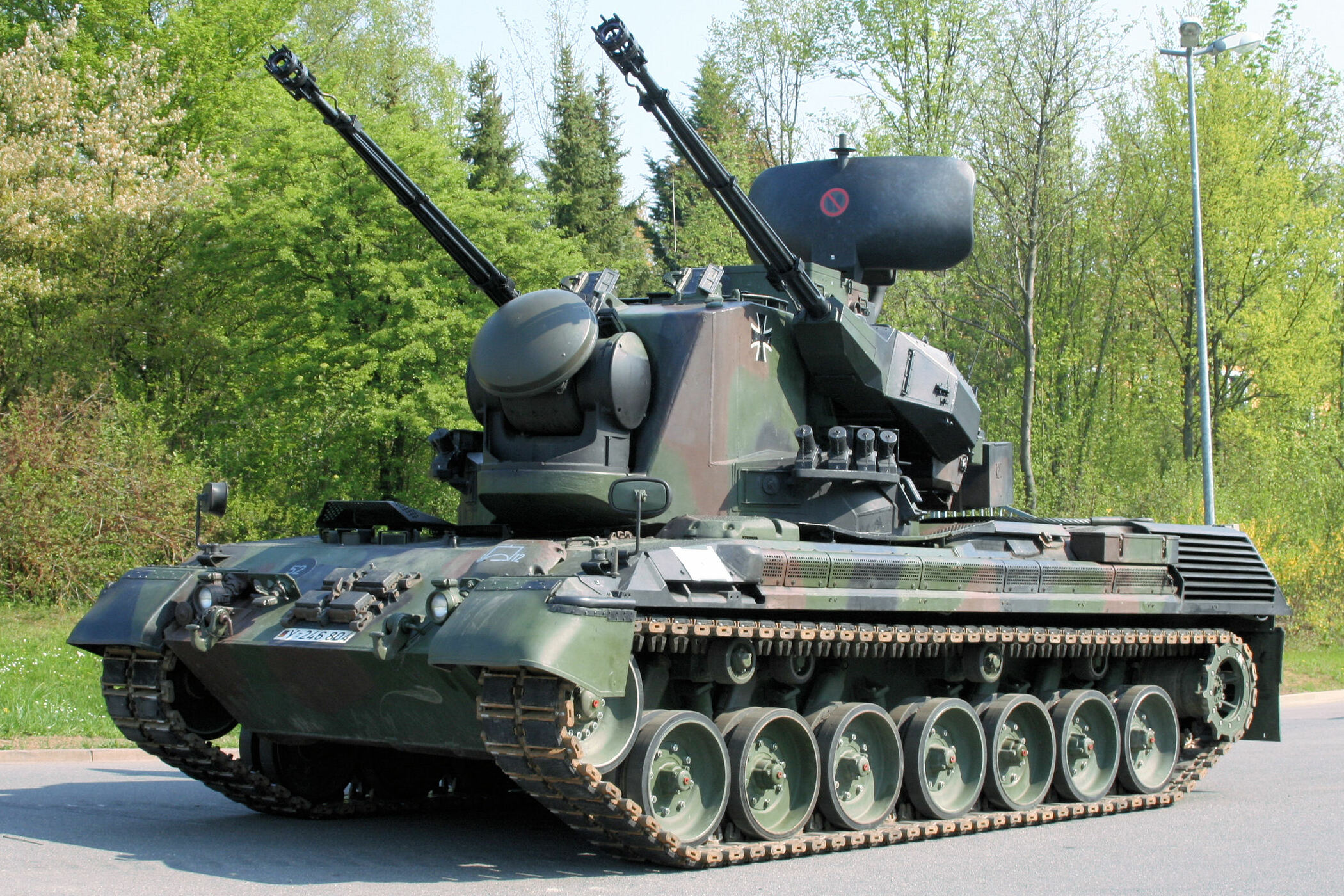
獵豹式防空坦克
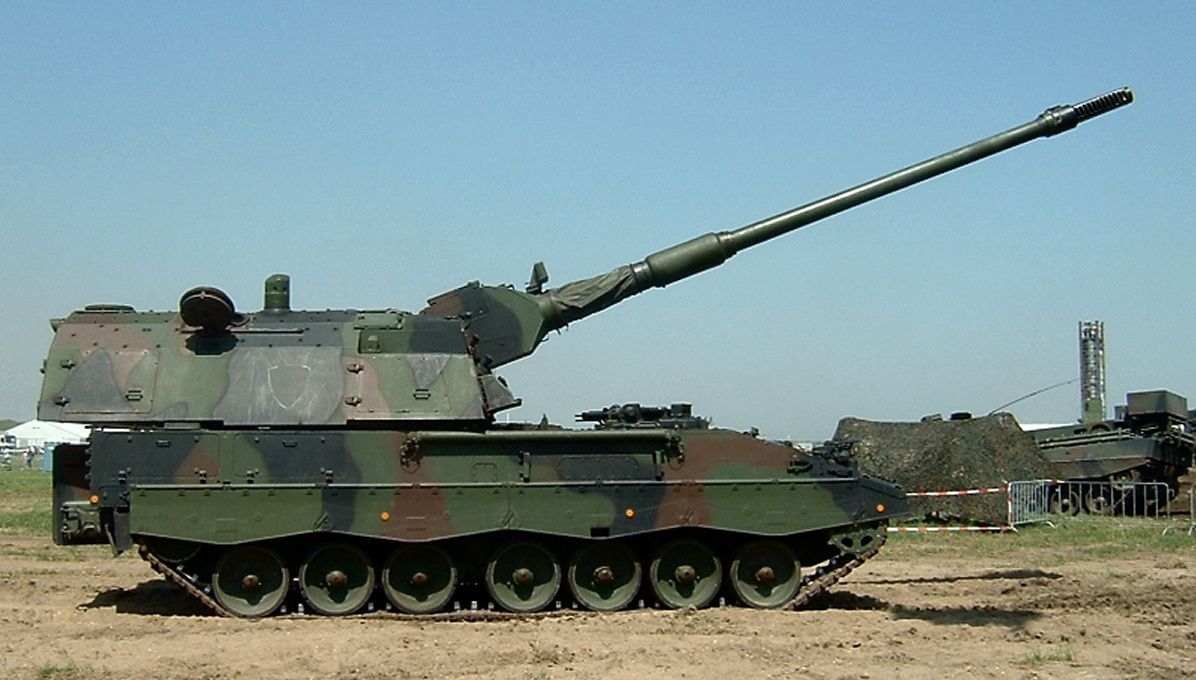
PzH2000自行榴彈砲
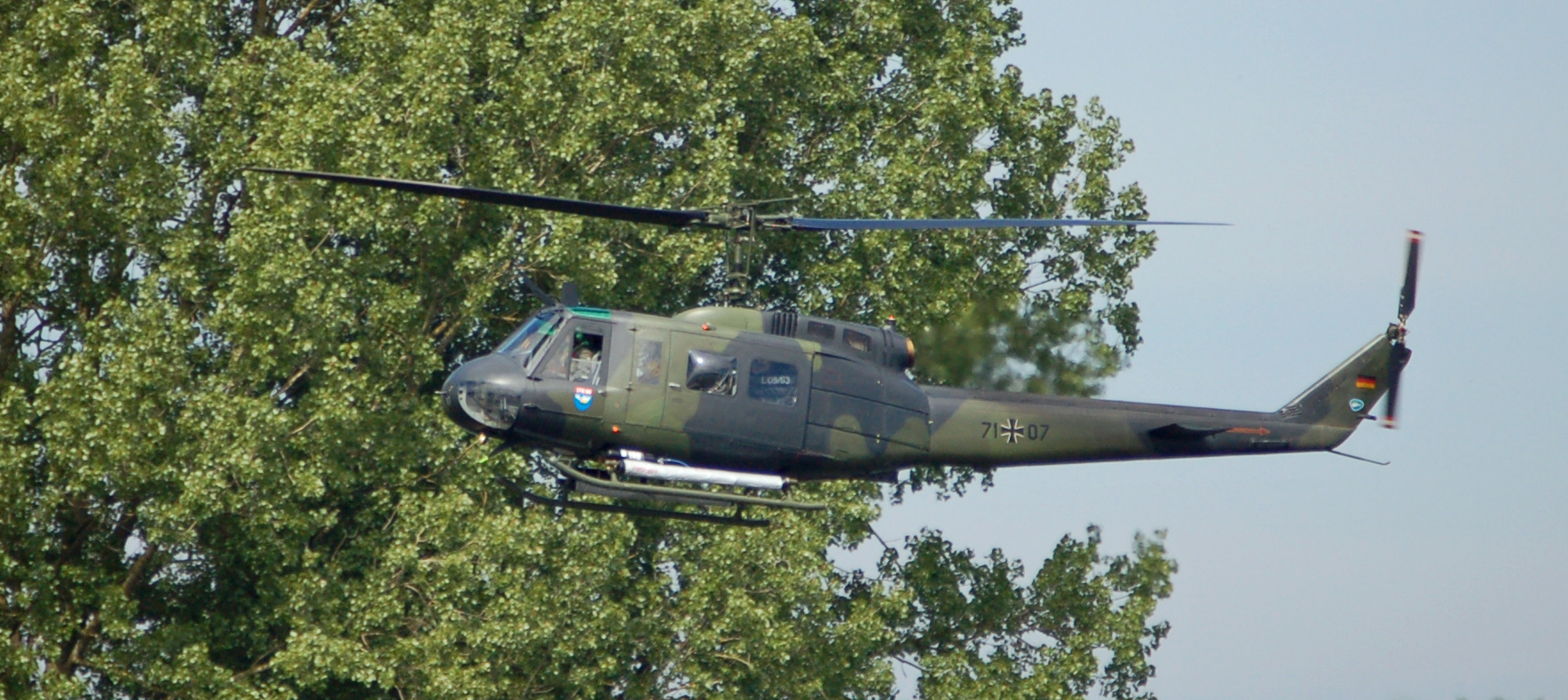
UH-1D輕型運輸直升機
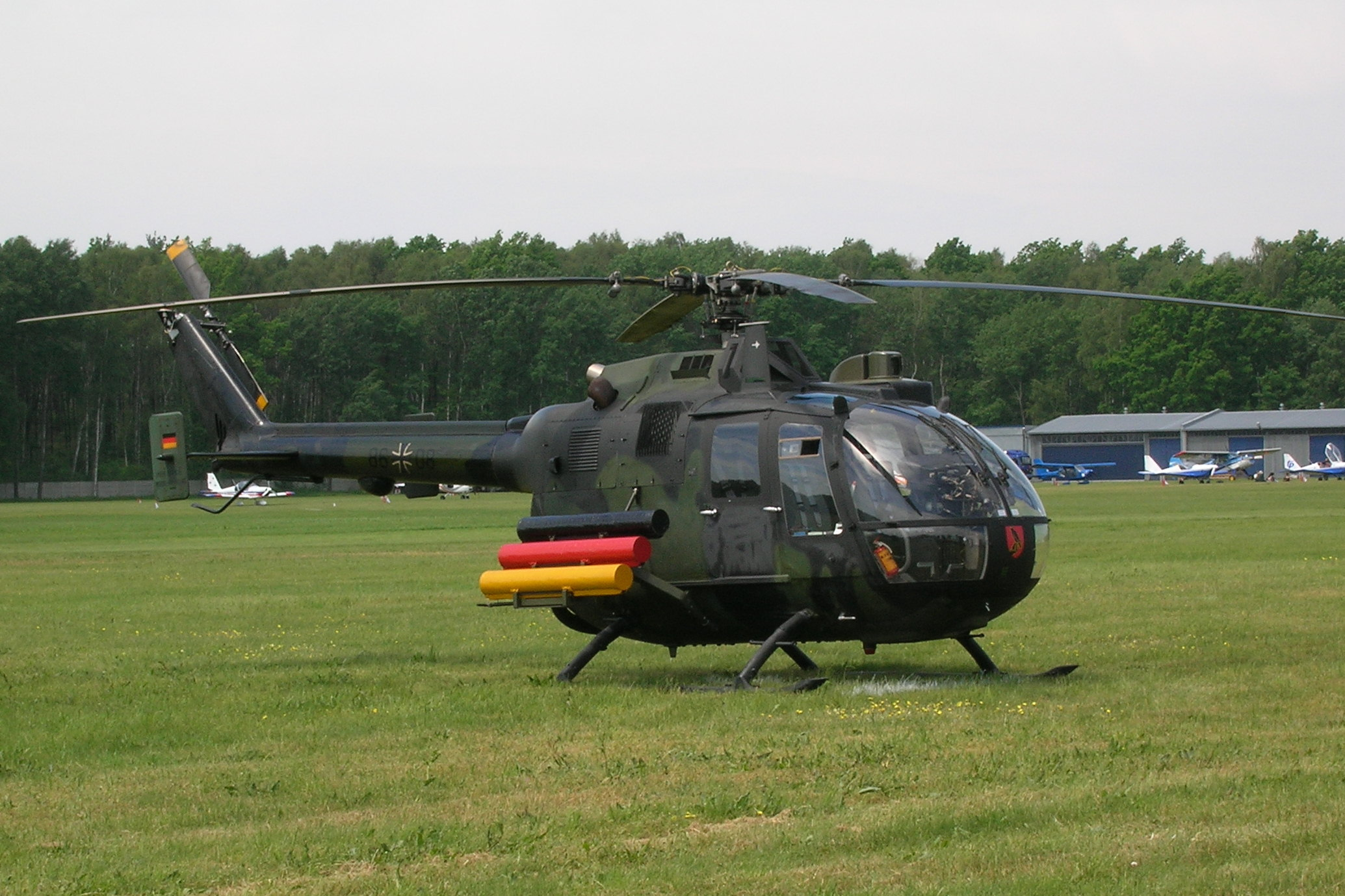
Bo 105P輕型反戰車直升機
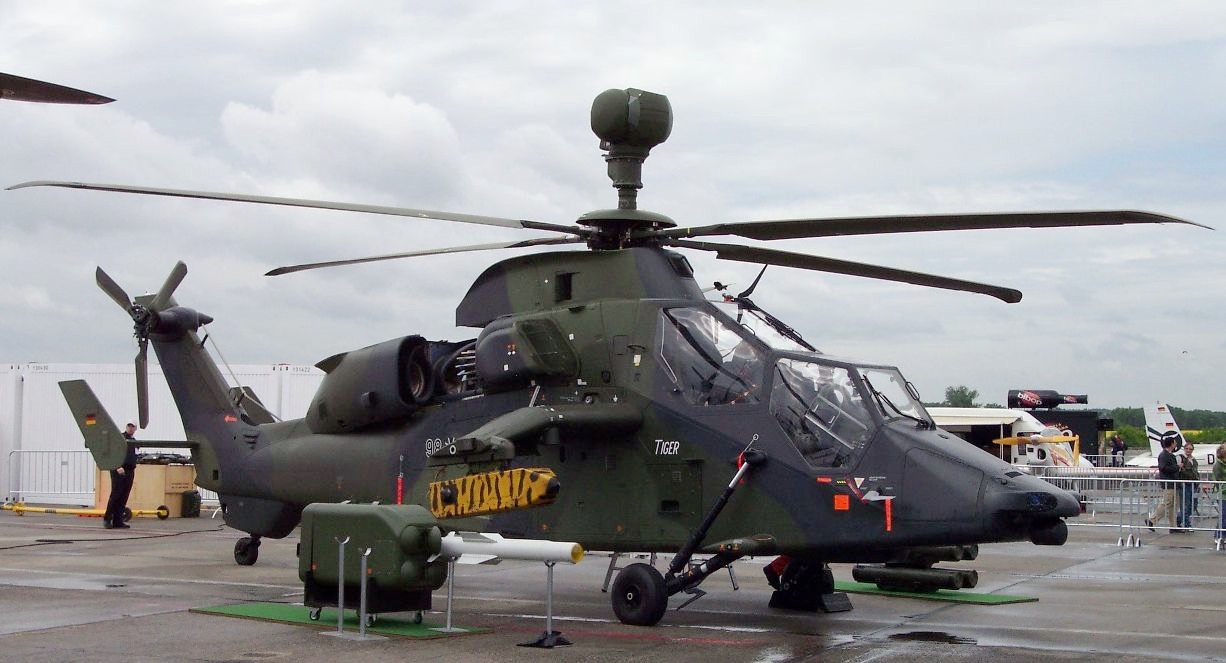
歐洲虎式攻擊直升機
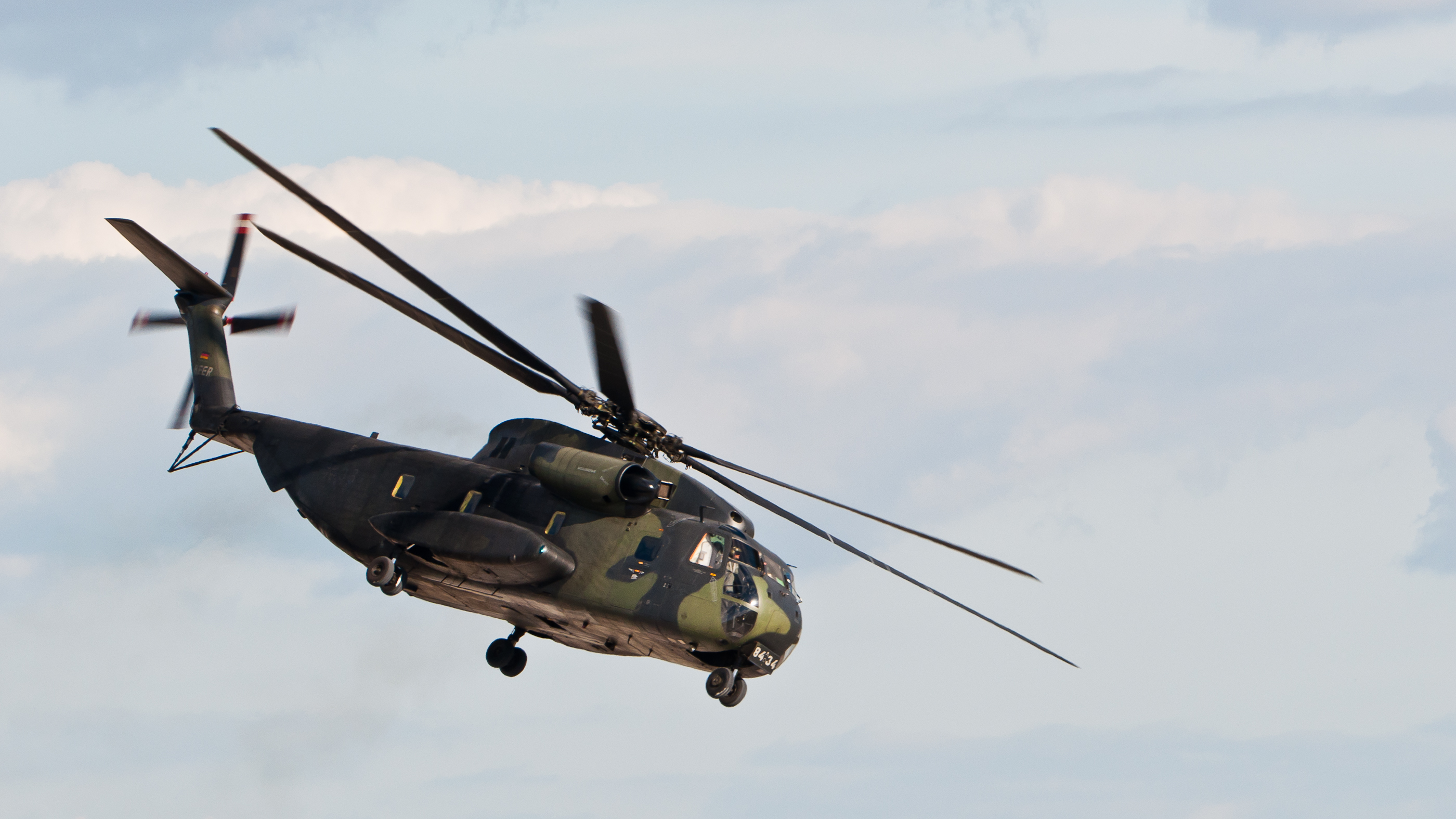
CH-53G中型運輸直升機
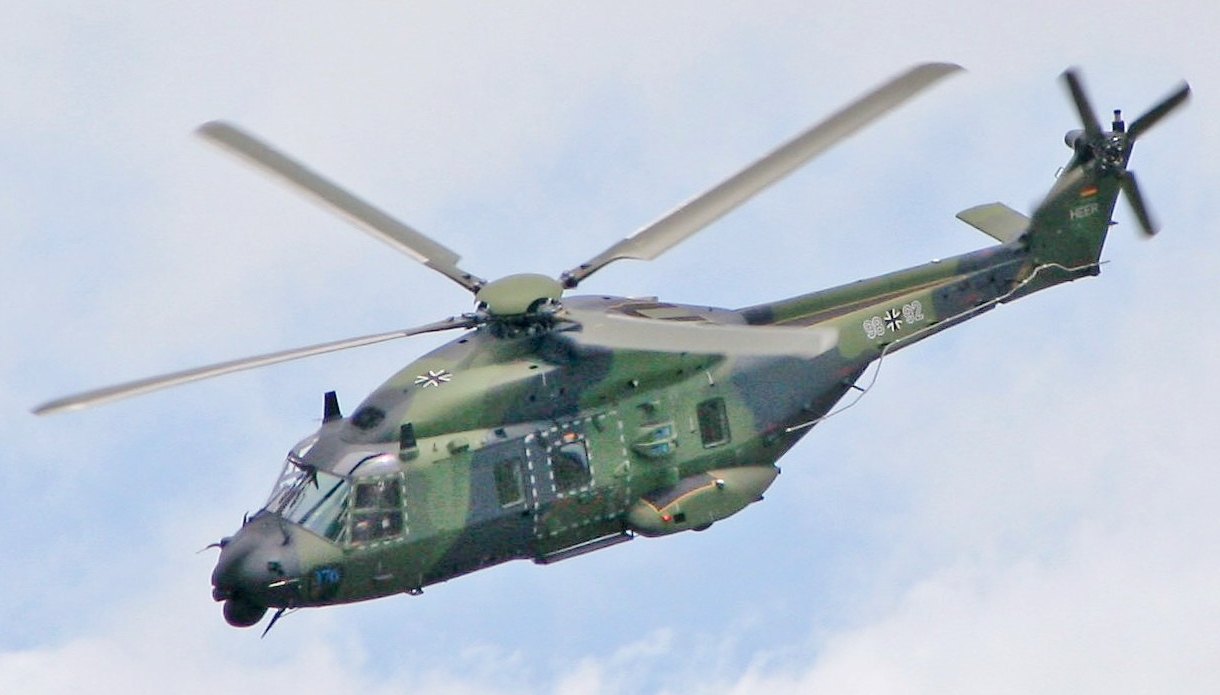
NH-90中型運輸直升機

### 直升機
- UH-1D輕型運輸直升機
- CH-53中型運輸直升機
- Bo 105P輕型反戰車直升機
- Bo 105 P1M輕型偵察直升機
- 虎式攻擊直升機
- NH-90中型運輸直升機  - 「鼬鼠1裝甲車」
  - 面對空飛彈輕裝甲坦克
  - 位於阿富汗的ESK裝甲車
  - 獵豹式防空坦克
  - PzH2000自行榴彈砲
  - UH-1D輕型運輸直升機
  - Bo 105P輕型反戰車直升機
  - 歐洲虎式攻擊直升機
  - CH-53G中型運輸直升機
  - NH-90中型運輸直升機

## 延伸閱讀
- Garben, Fritz, , Lemwerder: Stedinger-Verlag, 2005, ISBN 3-927697-41-9
- Garben, Fritz, , Lemwerder: Stedinger-Verlag, 2006, ISBN 3-927697-45-1
- Hubatschek, Gerhard, , Frankfurt am Main: Report-Verlag, 2003, ISBN 3-932385-12-8
- Hubatschek, Gerhard, , Sulbach: Report-Verlag, 2006, ISBN 3-932385-21-7
- Schulz, Lothar, , Bonn: Report-Verlag, 2003